# Andrea Komšić
Andrea Komšić (ur. 4 maja 1996 w Kiseljaku) – chorwacka narciarka alpejska, olimpijka.

## Kariera
Po raz pierwszy na arenie międzynarodowej pojawiła się 10 kwietnia 2012 roku w Rovaniemi, gdzie w zawodach FIS zajęła 18. miejsce w slalomie. W 2014 roku wystąpiła na mistrzostwach świata juniorów w Jasnej, zajmując między innymi 22. miejsce w slalomie. Podczas rozgrywanych dwa lata później mistrzostw świata juniorów w Soczi najlepszy wynik osiągnęła w kombinacji, którą ukończyła na ósmej pozycji.
W zawodach Pucharu Świata zadebiutowała 4 stycznia 2013 roku w slalomie podczas zawodów w Zagrzebiu, lecz nie zakwalifikowała się tam do drugiego przejazdu. Pierwsze zawody PŚ ukończyła 12 stycznia 2014 w Altenmarkt im Pongau, kiedy zajęła 37. miejsce w superkombinacji.
Na igrzyskach olimpijskich w Soczi w 2014 roku zajął 33. miejsce w slalomie i 35. w gigancie. Na rozgrywanych cztery lata później igrzyskach w Pjongczangu zajmowała odpowiednio 32. i 31. pozycję. W obu tych konkurencjach startowała również podczas igrzysk olimpijskich w Pekinie w 2022 roku, jednak ich nie ukończyła. Była też między innymi dziewiętnasta w superkombinacji podczas mistrzostw świata w Beaver Creek w 2015 roku i dziewiąta w zawodach drużynowych na mistrzostwach świata w Sankt Moritz dwa lata później.

## Osiągnięcia

### Igrzyska olimpijskie
| Miejsce | Dzień     | Rok  | Miejscowość     | Konkurencja | Czas biegu | Strata | Zwycięzca        |
| ------- | --------- | ---- | --------------- | ----------- | ---------- | ------ | ---------------- |
| 35.     | 18 lutego | 2014 | Krasnaja Polana | Gigant      | 2:36,87    | +9,74  | Tina Maze        |
| 33.     | 21 lutego | 2014 | Krasnaja Polana | Slalom      | 1:44,54    | +14,06 | Mikaela Shiffrin |
| 32.     | 15 lutego | 2018 | Pjongczang      | Gigant      | 2:20,02    | +8,48  | Mikaela Shiffrin |
| 31.     | 16 lutego | 2018 | Pjongczang      | Slalom      | 1:38,63    | +7,63  | Frida Hansdotter |
| DNS1    | 7 lutego  | 2022 | Pekin           | Gigant      | 1:55,69    | –      | Sara Hector      |
| DNF1    | 9 lutego  | 2022 | Pekin           | Slalom      | 1:44,98    | –      | Petra Vlhová     |

### Mistrzostwa świata
| Miejsce | Dzień     | Rok  | Miejscowość       | Konkurencja     | Czas biegu | Strata | Zwycięzca             |
| ------- | --------- | ---- | ----------------- | --------------- | ---------- | ------ | --------------------- |
| DNS     | 5 lutego  | 2013 | Schladming        | Supergigant     | 1:35,39    | –      | Tina Maze             |
| 31.     | 8 lutego  | 2013 | Schladming        | Superkombinacja | 2:39,92    | +15,15 | Maria Höfl-Riesch     |
| 36.     | 10 lutego | 2013 | Schladming        | Zjazd           | 1:53,67    | +9,53  | Marion Rolland        |
| 47.     | 16 lutego | 2013 | Schladming        | Slalom          | 1:39,85    | +13,31 | Mikaela Shiffrin      |
| 36.     | 3 lutego  | 2015 | Vail/Beaver Creek | Supergigant     | 1:10,29    | +6,62  | Anna Fenninger        |
| 37.     | 6 lutego  | 2015 | Vail/Beaver Creek | Zjazd           | 1:45,89    | +8,11  | Tina Maze             |
| 19.     | 9 lutego  | 2015 | Vail/Beaver Creek | Kombinacja      | 2:33,37    | +7,91  | Tina Maze             |
| 44.     | 12 lutego | 2015 | Vail/Beaver Creek | Gigant          | 2:19,16    | +10,83 | Anna Fenninger        |
| DNF1    | 14 lutego | 2015 | Vail/Beaver Creek | Slalom          | 1:38,48    | –      | Mikaela Shiffrin      |
| 9.      | 14 lutego | 2017 | Sankt Moritz      | Drużynowo       | –          | –      | Francja               |
| 44.     | 16 lutego | 2017 | Sankt Moritz      | Gigant          | 2:05,55    | +10,56 | Tessa Worley          |
| 28.     | 18 lutego | 2017 | Sankt Moritz      | Slalom          | 1:37,27    | +6,39  | Mikaela Shiffrin      |
| 40.     | 14 lutego | 2019 | Åre               | Gigant          | 2:01,97    | +9,37  | Petra Vlhová          |
| 30.     | 16 lutego | 2019 | Åre               | Slalom          | 1:57,05    | +10,01 | Mikaela Shiffrin      |
| DNF1    | 18 lutego | 2021 | Cortina d’Ampezzo | Gigant          | 2:30,66    | –      | Lara Gut-Behrami      |
| DNF1    | 20 lutego | 2021 | Cortina d’Ampezzo | Slalom          | 2:30,66    | –      | Katharina Liensberger |

### Mistrzostwa świata juniorów
| Miejsce | Dzień     | Rok  | Miejscowość | Konkurencja     | Czas biegu | Strata | Zwyciężczyni        |
| ------- | --------- | ---- | ----------- | --------------- | ---------- | ------ | ------------------- |
| DNS2    | 27 lutego | 2014 | Jasná       | Gigant          | 1:52,86    | –      | Marta Bassino       |
| 22.     | 28 lutego | 2014 | Jasná       | Slalom          | 1:36,09    | +5,20  | Petra Vlhová        |
| 65.     | 3 marca   | 2014 | Jasná       | Supergigant     | 1:14,71    | +4,80  | Corinne Suter       |
| 42.     | 3 marca   | 2014 | Jasná       | Superkombinacja | 2:11,34    | +7,70  | Elisabeth Kappauer  |
| 49.     | 5 marca   | 2014 | Jasná       | Zjazd           | 1:24,19    | +5,62  | Corinne Suter       |
| 27.     | 27 lutego | 2016 | Soczi       | Zjazd           | 1:13,95    | +2,71  | Valérie Grenier     |
| 31.     | 29 lutego | 2016 | Soczi       | Supergigant     | 1:10,48    | +1,41  | Nina Ortlieb        |
| 8.      | 1 marca   | 2016 | Soczi       | Superkombinacja | 1:59,32    | +2,48  | Aline Danioth       |
| 11.     | 5 marca   | 2016 | Soczi       | Slalom          | 1:37,41    | +5,30  | Elisabeth Willibald |

### Puchar Świata

#### Miejsca w klasyfikacji generalnej
- sezon 2012/2013: -
- sezon 2013/2014: -
- sezon 2015/2016: -
- sezon 2018/2019: -
- sezon 2019/2020: -
- sezon 2020/2021: -
- sezon 2021/2022: -

#### Miejsca na podium w zawodach
Komšić nie stawała na podium zawodów PŚ.